# Celine Dion (album)
A Celine Dion Céline Dion kanadai énekesnő második angol nyelvű stúdióalbuma, összesen a tizenhetedik albuma, mely 1992. március 31-én jelent meg Kanadában és az Egyesült Államokban.

## Háttér
Céline Dion igazi nemzetközi áttörése az volt, amikor Peabo Brysonnal elénekelte és lemezre vette A Szépség és a Szörnyeteg című Disney-film betétdalát, a Beauty and the Beast című dalt. A visszhang és a kereskedelmi adatok alapján is sikeresnek bizonyult a dal, ez volt az énekesnő második olyan dala, mely az Egyesült Államokban bekerült a legjobb tíz közé, valamint Oscar, Golden Globe és további két Grammy-jelölés mellett két Grammy-díjat nyert. A Celine Dion albumról ez volt az első kislemez, melyben a lágyabb rock stílust ötvözték a soul és a klasszikus zene elemeivel.
A lemezen új író és producer csapat dolgozott Dionnal. Öt dalt Diane Warren írt, a With This Tear című dal Prince ajándéka volt, aki ezt kifejezetten Céline-nek írta. A dalok producerei Walter Afanasieff, Humberto Gatica, Ric Wake és Guy Roche voltak. Az énekesnőt Grammy-díjra jelölték a a legjobb női popénekes teljesítményért.
1992-re az Unison, a Celine Dion albumok és a médiaszereplések a szupersztárságig vitték Diont Észak-Amerikában. Elérte egyik nagy életcélját, betört az angol nyelvű zenei piacra és hírnevet szerzett ott. Eközben magánéletében is változások történek. Menedzsere, René Angélil a szerelmévé lépett elő immár a nyilvánosság előtt is.
A lemez európai verziójára rákerült a Where Does My Heart Beat Now bónusztrack. 1992-ben Ausztráliában is megjelent egy bónusz kiadvány, melyen négy plusz dal hallható a Unison albumról.
Az album népszerűsítésére 1992. július 13-án koncertkörútra indult Céline, a Celine Dion in Concert során 51 koncertet adott Észak-Amerikában az énekesnő.
A Send Me a Lover című dal kimaradt erről a lemezről, és később, 1994-ben jelent meg a Kumbaya Album 1994 című jótékony célú válogatáslemez dalai között.

## Dalok listája
| #   | Cím                                                 | Szerző(k)                                    | Producerek                   | Hossz |
| --- | --------------------------------------------------- | -------------------------------------------- | ---------------------------- | ----- |
| 1.  | Introduction                                        | Walter Afanasieff                            | Walter Afanasieff            | 1:15  |
| 2.  | Love Can Move Mountains                             | Diane Warren                                 | Ric Wake                     | 4:53  |
| 3.  | Show Some Emotion                                   | Gregory Prestopino, Andrew Gold, Brock Walsh | Walter Afanasieff            | 4:29  |
| 4.  | If You Asked Me To                                  | Warren                                       | Guy Roche                    | 3:55  |
| 5.  | If You Could See Me Now                             | John Bettis, Afanasieff                      | Walter Afanasieff            | 5:07  |
| 6.  | Halfway to Heaven                                   | Franne Golde, Hal David, Holland             | Walter Afanasieff            | 5:05  |
| 7.  | Did You Give Enough Love                            | Seth Swirsky, Arnie Roman                    | Ric Wake                     | 4:21  |
| 8.  | If I Were You                                       | Roman, Shelly Peiken                         | Ric Wake                     | 5:07  |
| 9.  | Beauty and the Beast (with Peabo Bryson)            | Alan Menken, Howard Ashman                   | Walter Afanasieff            | 4:04  |
| 10. | I Love You, Goodbye                                 | Warren                                       | Guy Roche                    | 3:33  |
| 11. | Little Bit of Love                                  | Andy Scott, Claude Gaudette                  | Humberto Gatica              | 4:27  |
| 12. | Water from the Moon                                 | Warren                                       | Guy Roche, Walter Afanasieff | 4:38  |
| 13. | With This Tear                                      | Prince                                       | Walter Afanasieff            | 4:12  |
| 14. | Nothing Broken But My Heart                         | Warren                                       | Walter Afanasieff            | 5:55  |
| 15. | Where Does My Heart Beat Now (európai bónusz track) | Robert White Johnson, Taylor Rhodes          | Christopher Neil             | 4:33  |

| 1. | Where Does My Heart Beat Now | Johnson, Rhodes              | 4:33 |
| 2. | (If There Was) Any Other Way | Paul Bliss                   | 4:00 |
| 3. | Unison                       | Andy Goldmark, Bruce Roberts | 4:13 |
| 4. | The Last to Know             | Walsh, Phil Galdston         | 4:35 |

## Megjelenések
| Terület            | Megjelenés          | Kiadó                       | Formátum | Katalógusszám   |
| ------------------ | ------------------- | --------------------------- | -------- | --------------- |
| USA                | 1992. március 31.   | Epic, 550                   | CD       | 52473           |
| Kanada             | 1992. március 31.   | Sony Music, Columbia        | CD       | 52473           |
| Japán              | 1992. május 21.     | Sony Music Japan, Epic, 550 | CD       | ESCA-5587       |
| Ausztrália         | 1992. június 22.    | Sony Music, Epic, 550       | CD       | 4715082         |
| Egyesült Királyság | 1992. június 22.    | Sony Music, Columbia        | CD       | 4715082         |
| Ausztrália         | 1992. szeptember 7. | Sony Music, Epic, 550       | 2 CD     | 4715082/SAMP424 |

## Listahelyezések
A Celine Dion album több mint hat millió példányban kelt el világszerte. Csak az Egyesült Államokban 2 373 000 darab fogyott a Nielsen SoundScan adatai szerint, és kétszeres platinalemez lett. A amerikai Billboard 200 listán a 34. helyig jutott. Kanadában harmadik volt a legjobb helyezése, és egy millió eladott példány után gyémántminősítést szerzett.
Ausztráliában 15., Új-Zélandon 31., Japánban 59., az Egyesült Királyságban pedig a 70. helyet érte el. Japánban és Ausztráliában aranylemez lett. Ez idő tájt kapta Dion az első World Music Awards díját, mint az év legtöbb lemezét eladott kanadai énekesnője.
A lemez legsikeresebb kislemez dala a Beauty and the Beast lett, ami a Billboard Hot 100 3. helyéig jutott és aranylemez lett az USA-ban. Emellett az If You Asked Me To, (4.), a Nothing Broken But My Heart (29.) és a Love Can Move Mountains (36.) kislemezek jutottak még be az amerikai legjobb 40-es lista dalai közé.

## Fogadtatás
Az album általánosságban pozitív visszhangra lelt. Stephen Thomas Erlewine, az Allmusic.com-on azt írta, az albummal az énekesnő tovább erősítette amerikai népszerűségét. Arion Berger, az Entertainment Weeklyben úgy vélte, minden hangjegyet eltalált Prince dalában, de jobb hangja van, mint amennyire a szívét beleadta. Robert Christgau zenekritikus ezzel szemben az év legrosszabb albumának titulálta a lemezt.

### Díjak
| Év   | Díj                      | Kategória |
| ---- | ------------------------ | --- |
| 1992 | Oscar-díj                | Legjobb eredeti dal (Alan Menken és Howard Ashman kapta a Beauty and the Beast című dalért)                                  |
| 1992 | Golden Globe-díj         | Legjobb eredeti dal (Alan Menken és Howard Ashman kapta a Beauty and the Beast című dalért)                                  |
| 1992 | World Music Awards       | Az év legtöbb lemezt eladott kanadai énekesnője                                                                              |
| 1992 | Governor General's Award | Medal of Recognition - a kanadai kultúrához való hozzájárulásáért                                                            |
| 1993 | Grammy-díj               | Grammy-díj a legjobb vokális popduó vagy -együttes teljesítményért – Beauty and the Beast (Peabo Brysonnal)                  |
| 1993 | Grammy-díj               | Best Song Written for a Motion Picture, Television or Other Visual Media (Alan Menken, Howard Ashman) – Beauty and the Beast |
| 1993 | Billboard Awards         | Billboard International Creative Achievement Award                                                                           |
| 1993 | Juno-díj                 | Az év kislemeze – Beauty and the Beast                                                                                       |
| 1993 | Juno-díj                 | Legjobb tánc videó – Love Can Move Mountains (club mix)                                                                      |
| 1993 | Juno-díj                 | Az év énekesnője |
| 1993 | Félix-díj                | Québeci művész nem francia nyelven elért legnagyobb sikere                                                                   |
| 1993 | Félix-díj                | A Québecen kívül legnagyobb sikert elérő québeci művész                                                                      |

## Helyezések és minősítések
| Lista                     | Legjobb helyezés |
| ------------------------- | ---------------- |
| Ausztrál albumlista       | 15               |
| Kanadai Record albumlista | 3                |
| Kanadai RPM albumlista    | 4                |
| Japán albumlista          | 59               |
| Új-Zéland albumlistája    | 31               |
| Brit albumlista           | 70               |
| Billboard 200             | 34               |

| Ország     | Minősítés1 |
| ---------- | ---------- |
| Ausztrália | arany      |
| Kanada     | gyémánt    |
| Japán      | arany      |
| USA        | 2x platina |

1A minősítések még korábbi feltételrendszer szerintiek, magasabb minősítési szintekkel, mint napjainkban

## Fordítás
Ez a szócikk részben vagy egészben  a   Celine Dion (album) című angol Wikipédia-szócikk fordításán alapul.  Az eredeti cikk szerkesztőit annak laptörténete sorolja fel. Ez a jelzés csupán a megfogalmazás eredetét és a szerzői jogokat jelzi, nem szolgál a cikkben szereplő információk forrásmegjelöléseként.